# Алонка
Алонка — посёлок в Верхнебуреинском районе Хабаровского края. Административный центр и единственный населённый пункт сельского поселения «Посёлок Алонка».

## История
Построен строителями из Молдавской ССР в период строительства Байкало-Амурской магистрали.

## Население
| 1992 | 2002 | 2010 | 2011 | 2012 | 2013 | 2014 |
| ---- | ---- | ---- | ---- | ---- | ---- | ---- |
| 1100 | ↘740 | ↘431 | →431 | ↘418 | ↘406 | ↘391 |
| 2015 | 2016 | 2017 | 2018 | 2019 | 2020 | 2021 |
| ↘377 | ↘364 | ↘353 | ↘338 | ↘328 | ↘307 | ↗397 |

## Улицы
| - ул. Вокзальная, - ул. Лазо, - ул. Лесная, | - ул. Молдавская, - ул. Молдавстрой, - ул. Солнечная. |

## Образование
В посёлке функционируют школа (открыта в 1978 году) и детский сад № 2.

## Инфраструктура
В посёлке действуют одноимённая железнодорожная станция, ДВОСТ ОАО «РЖД» Ургальская дистанция сигнализации, централизации и блокировки, Этыркенская дистанция пути, ООО «Тепловик», ОАО «Дальтепломонтаж».